# Peleteria triseta
Peleteria triseta là một loài ruồi trong họ Tachinidae.